# Patrick Sanz
Patrick Sanz (né le 6 août 1960 à Fleurance dans le Gers) est un joueur de football français, qui évoluait au poste d'attaquant.

## Biographie
Patrick Sanz débute le football à Pau, au FA Bourbaki.
Sanz dispute 15 matchs en Division 1 avec les Girondins de Bordeaux, et 29 matchs en Division 2 avec l'AS Libourne.
Sanz revient à Pau et évolue au FC Pau durant une saison, aux coté de Joël Lopez. Sanz inscrit 15 buts cette année-là.
Il est quart de finaliste de la Coupe de France en 1981 avec les Girondins.